# Jamie Bartlett
Jamie Bartlett (Maidenhead, Reino Unido, 9 de julio de 1966 - Johannesburgo, Sudáfrica, 23 de mayo de 2022) fue un actor sudafricano de origen británico conocido por su papel como la sombra de Mike O'Reilly en la serie de televisión Isidingo, que se ha emitido por SABC 3, y como Crawford en la película de horror Prey.

## Biografía

### Carrera artística
Actuó en las películas Ernest Goes to Africa, Ben 10: Ultimate Alien, The Last Day of Summer, Home Alone 2: Lost in New York, Tierra de sangre y Madagascar 2: Escape de África. Desde 2007 estuvo interpretando a David Genaro en la serie de televisión Rhythm City.

### Vida privada
Estuvo casado con la actriz Camilla Waldman. La pareja tuvo un hijo, Héctor, y se divorciaron después.